# Голодні ігри
«Голодні ігри» (англ. The Hunger Games) — роман-антиутопія американської письменниці Сюзанни Коллінз про шістнадцятирічну Катніс Евердін, яка змушена брати участь у так званих Голодних іграх на виживання. Книжка була опублікована видавництвом «Scholastic Press» у 2008 році. За словами авторки, на написання роману її надихнув грецький міф про героя Тезея та чудовисько Мінотавра. Крім того, з досвіду батька, офіцера повітряних сил, вона чимало знала про голод, злидні, війну. Саме з цих двох джерел і постала яскрава антиутопія й пародія на телевізійні реаліті-шоу, дія якої відбувається у майбутньому на терені сьогоднішніх Сполучених Штатів у вигаданій країні Панем.
У США і Канаді продано понад 2,9 млн примірників, книжку перекладено на 27 мов у 40 країнах, зокрема й на українську. Понад 100 тижнів книжка трималась у переліку бестселерів за версією «Нью-Йорк Таймс». Цей роман є першим у трилогії «Голодні ігри», наступні – «У вогні» (2009) і «Переспівниця» (2010). 2012 року вийшла екранізація, яку зняв Гері Росс, сценарій був написаний в співавторстві з самою Коллінз. Український переклад «Голодних ігор» здійснило видавництво «КМ-Букс».

## Анотація
На руїнах континенту, колись відомого як Північна Америка, блискучий Капітолій об'єднав дванадцять округів у країну Панем. Щоб тримати підлеглих у покорі, Капітолій вигадав жорстоке реаліті-шоу — Голодні ігри, в яких щороку хлопець і дівчина з кожного округу (дистрикту) змушені битися на смерть. Під час святкування Жнив шістнадцятирічна Катніс Евердін і її друг Гейл беруть участь у жеребкуванні — це приречення всіх дітей Панему від дванадцяти до вісімнадцяти років. Кілька років поспіль їм щастило — жереб падав на інших, та чи буде прихильною до них доля і на ці Жнива? Ба гірше: а що як зараз невблаганна рука Капітолія роз'єднає Катніс і Гейла назавжди?

## Сюжет
Після апокаліптичної події на залишках Північної Америки було засновано державу Панем. Країна складається з багатого міста Капітолій, розташованого в Скелястих горах, оточеного дванадцятьма (спочатку тринадцятьма) біднішими округами, якими керує Капітолій. Як покарання за минуле невдале повстання проти Капітолія, під час якого і було знищено Округ 13, з кожного Округу щорічно беруть по одному хлопцю та одній дівчині віком від 12 до 18 років для участі в «Голодних іграх». Учасників обирають за допомогою щорічної лотереї. Голодні ігри — це змагання, в яких учасники повинні битися на смерть на відкритій арені, поки не залишиться один.
16-річна Катнісс Евердін із Округу 12, багатого на вугільні запаси регіону, стає добровільним учасником на 74-х Голодних іграх замість своєї 12-річної сестри Примроуз, яку обрали за допомогою лотереї. Чоловіком від Округу став Піта Мелларк, колишній шкільний товариш Катніс, який одного разу дав їй хліб зі своєї родинної пекарні, оскільки її родина голодувала. За кілька днів до Ігор у Капітолії їхній наставник п'яниця Геймітч Абернаті — єдиний живий переможець Голодних ігор з Округу 12; розповідає, що їм потрібно підвищити власний імідж сприйняття громадськістю, щоб отримати Спонсорів, які надсилатимуть потенційно рятівні подарунки під час Ігор. Сіна — стиліст Катніс та Піти, створює для них костюми, які значно відрізняють їх від інших учасників (трибутів). Завдяки вогняній сукні, Катніс стає відомою як «Дівчина у вогні». Під час їхнього виступу перед Спонсорами, Катніс отримує найвищий бал серед трибутів. Тим часом Ру, мініатюрна 12-річна дівчинка з Округу 11, стежить за Катніс та Пітою під час тренувань. За день до Ігор, у телевізійному інтерв'ю з Цезарем Флікерманом, Піта розповідає про своє давно нерозділене кохання до Катніс; дівчина була спочатку шокована цим зізнанням, проте пізніше зрозуміла, що це хід для залучення Спонсорів, тому пізніше приймає це як щире почуття. Геймітч просуває їхній імідж як «закоханої пари».
Ігри починаються, і майже половина трибутів гине на початку під час боротьби за зброю та припаси на арені. Катніс нехтує попередньою порадою Геймітча негайно тікати й мало не гине, але використовує свої добре відпрацьовані навички полювання та виживання, щоб сховатися в лісі. Через кілька днів штучний вогонь підганяє Катніс до інших. Її помічають і переслідують на дереві трибути з Округів 1, 2 і 4 та Піта, який, здається, об'єднався з ними. Ру, що ховається на сусідньому дереві, мовчки сповіщає Катніс про гніздо «шукача». Катніс знищує його, випускаючи літаючих генетично модифікованих комах, щоб відслідковувати тих, хто турбує їхнє гніздо. Ті мають отруту, яка вражає ту частину свідомості жертв, що викликає страх. Їхня отрута вбиває двох трибутів та відганяє інших, проте Катніс також вжалили і в неї почались галюцинації. Піта повертається, але замість того, щоб убити її, каже їй тікати. Пізніше Катніс об'єднується з Ру, яка смертельно поранена «трибутом» з Округу 1, поки Катніс знищує припаси інших учасників. Катніс вбиває вбивцю Ру стрілою і знаходиться поруч з Ру, коли вона вмирає. Вона кладе квіти на тіло Ру, щоб показати свою непокору Капітолію. На знак подяки округ Ру надсилає Катніс буханець хліба.
Оголошується зміна правил, що дозволяє трибутам з одного району вигравати обом. Катніс знаходить Піта закамуфльованим на березі річки, пораненого Катоном, одним із трибутів. Вона доглядає за Пітою, але він все ще серйозно поранений. Катніс вдає, що шалено закохана в Піту, намагаючись отримати подарунки від Спонсорів. Коли Спонсори відправляють те, що найбільше потрібно кожному учаснику, Катніс ризикує своїм життям, щоб отримати ліки для Піти. Її перехоплює трибут Клов, який зловтішається зі смерті Ру, а також намагається вбити Катніс, проте його вбиває Треш, чоловік-трибут з Округу 11, який пощадив Катніс заради Ру. Ліки рятують Піті життя.
Коли Катніс і Піта стають останніми з тих, хто вижив, Творці гри скасовують зміну правил, щоб змусити одного вбити іншого для драматичного фіналу. Всупереч цьому Катніс оголошує, що з'їсть отруйні «нічні» ягоди разом з Пітою. Розуміючи, що вони збираються покінчити життя самогубством, щоб в іграх не було переможця, Спонсори оголошують, що Катніс та Піта виграли. Хоча їх обох зустрічають як закохану-пару героїв, Геймітч попереджає Катніс, що Капітолій може вжити проти неї заходи через її непокору. Повертаючись назад до Округу 12, Піта з розбитим серцем дізнався, що дії Катніс були частиною її плану, щоб завоювати співчуття. Проте Катніс не впевнена у власних почуттях та власному майбутньому.

## Персонажі
Імена персонажів і топоніми подаються за українським виданням роману.
- Катніс Евердін — головна героїня, шістнадцятирічна мешканка злиденного Округу 12, один із його трибутів.
- Піта Мелларк — шістнадцятирічний мешканець Округу 12, другий його трибут на Голодних іграх. «Хлопець із хлібом», який колись урятував Катніс від голодної смерті.
- Рута — трибут Округу 11, дванадцятирічна дівчинка, яка під час ігор стає найкращою подругою Катніс.
- Геймітч Абернаті — переможець 50-х Голодних ігор, ментор Катніс і Піта.
- Гейл Готорн — вісімнадцятирічний найкращий друг Катніс, з яким вона разом полювала. Під час участі у змаганні героїня часто згадує його і намагається розібратися в почуттях до нього.
- Цинна — стиліст Катніс, який готує її до Голодних ігор та створює неперевершені вбрання. Він став для неї дуже хорошим другом.
- Еффі Тринькіт — куратор Округу 12 під час Голодних ігор, дивна пані, для якої найважливіше в світі — манери.
- Примроуз Евердін — молодша сестра, якій судилося бути трибутом, проте Катніс зголосилися замінити її, бо надзвичайно сильно любила її.
- Катон — трибут Округу 2, з так званих «кар'єристів». Один із головних суперників Катніс і Піта під час Голодних ігор.
- Лисиця  — трибут Округу 5. Прізвисько «Лисиця» отримала від Катніс не тільки за зовнішність, а й за хитрість.
- Лавінія — скорочено Вінія — член підготовчої команди Катніс разом з Флавієм та Октавією.
- Клівія — трибут з Округу 2, така сама небезпечна, як і Катон. Їй мало не вдалось вбити героїню, яку врятувало втручання Трача.
- Трач — трибут Округу 11, який одного разу не вбиває Катніс, оскільки та потоваришувала з Рутою.
- Гліммер (Глорія) — трибут Округу 1, з «кар'єристів».

## Історія створення

### Джерело натхнення

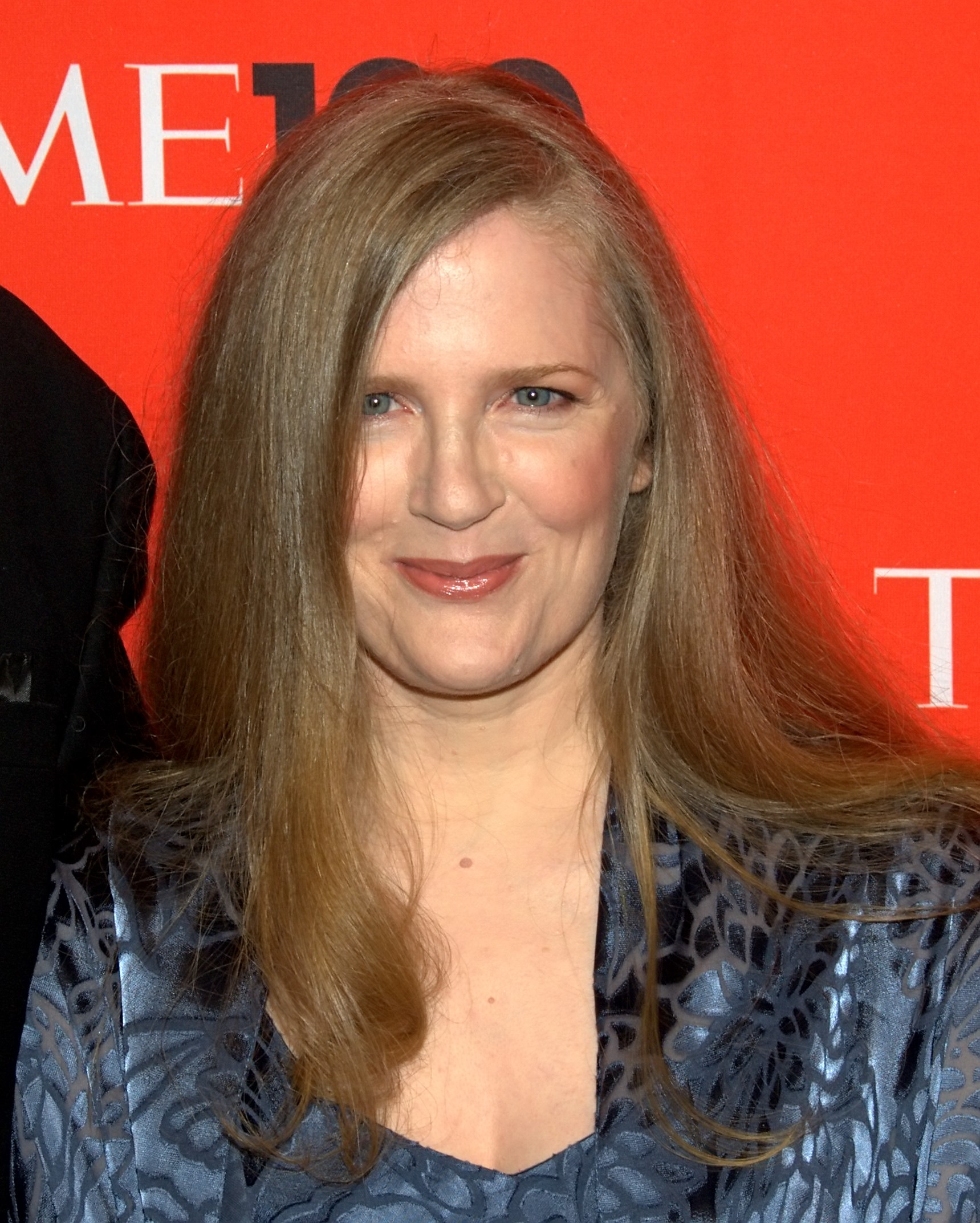
Сюзанна Коллінз — авторка «Голодних ігор» у 2010 році

Коллінз сказала, що на створення «Голодних ігор» її надихнув перегляд телебачення. На одному каналі вона спостерігала за змаганнями людей у реаліті-шоу, а на іншому — побачила кадри з вторгнення в Ірак. Це «почало розмиватися дуже тривожним чином», і була сформована ідея для книги. Грецький міф про Тесея послужив основою для історії, Коллінз описала Катніс як футуристичного Тесея, а римські гладіаторські бої забезпечили основу Голодним іграм. Відчуття втрати, яке виникло у Коллінз через службу її батька у війні у В'єтнамі, також вплинуло на історію, адже Катніс втратила батька в 11 років, за п'ять років до початку історії. Коллінз заявила, що смерть юних персонажів та інші «темні сторінки» були найважчими частинами під час написання книги, але вона визнала, що такі уривки необхідні для історії. Вона вважала моменти, коли Катнісс розмірковує про щасливіші моменти свого минулого, більш приємними.

### Обкладинка
На чорній обкладинці «Голодних ігор» зображена пташка — переспівниця, символ опору й боротьби.

## Історія видання
Після написання роману Коллінз підписала із «Scholastic» контракт на шестизначну суму на три книги. 14 вересня 2008 року в США був опублікований перший тираж «Голодних ігор» у твердій обкладинці та склав 50 000 примірників.  До лютого 2010 року книга була продана тиражем 800 000 примірників, а права на роман були продані в 38 країнах світу. Через кілька місяців, у липні, книга вийшла в м'якій палітурці. У листопаді 2008 року «Голодні ігри» увійшли до списку бестселерів «Нью-Йорк Таймс», де книжка пробула понад 100 тижнів поспіль. До моменту виходу екранізації « Голодних ігор» у березні 2012 року книга була в списку бестселерів USA Today 135 тижнів поспіль.

## Теми
В інтерв'ю з Коллінз було зазначено, що роман «вирішує порушує такі проблеми, як жахлива бідність, голод, гноблення та наслідки війни».  У романі йдеться про боротьбу за самозбереження, з якою стикаються жителі Панему у своїх районах, і Голодні ігри, в яких вони повинні брати участь. Голод серед громадян та їх потреба в ресурсах, як на арені, так і поза нею, створюють атмосферу безпорадності, яку головні герої намагаються подолати у своїй боротьбі за виживання. Катніс займаєтся полюванням, щоб забезпечити свою родину їжею, що призводить допомагає розвити навичоку, яка їй знадобляться в Іграх (наприклад, її майстерність володіння луком та стрілами), і символізує її відмову від правил Капітолія перед лицем життя. Даррен Франич з Entertainment Weekly пише, що книга «є гострою сатирою на телевізійні реаліті-шоу», і що персонаж Цинна «майже виглядає як суперник у фашистській боротьбі», використовуючи одяг Катніс як засіб для вираження потенційно небезпечних ідей.
Вибір, який роблять персонажі, і стратегії, які вони використовують, часто морально складні. Трибути формують особистість, яку вони хочуть, щоб глядачі бачили протягом Ігор. Тема трилогії влади та падіння, схожа на тему шекспірівського «Юлія Цезаря», була відзначена видавцем «Scholastic». Лаура Міллер з Нью-Йоркер вважає, що заявлена авторкою передумова Ігор — вправа в пропаганді та «принизливе, а також болюче […] покарання» за невдале повстання проти Капітолія багато років тому. «Ви не деморалізуєте та не дегуманізуєте підданих, перетворюючи їх на знаменитостей і навчаючи, як створити привабливу персону для масової авдиторії». Але історія працює набагато краще, якщо темою є перипетії середньої школи та «підлітковий соціальний досвід». Міллер пише:
| «Правила довільні, незбагненні та можуть раптово змінюватися. Панує жорстока соціальна ієрархія, коли багаті, красиві та спортивні володарі мають переваги над усіма іншими. Щоб вижити, ви повинні бути фальшивими. Дорослі не здається, не розуміють, наскільки високі ставки; все ваше життя може закінчитися, а вони поводяться так, ніби це лише якийсь «етап»! Усі постійно спостерігають за вами, придивляються до вашого одягу чи ваших друзів і зациклюються на тому, займаєтеся ви сексом чи вживати наркотики або отримувати достатньо хороші оцінки, але нікого не хвилює, хто ти насправді і що ти представляєш собою». Оригінальний текст (англ.) The rules are arbitrary, unfathomable, and subject to sudden change. A brutal social hierarchy prevails, with the rich, the good-looking, and the athletic lording their advantages over everyone else. To survive you have to be totally fake. Adults don't seem to understand how high the stakes are; your whole life could be over, and they act like it's just some "phase"! Everyone's always watching you, scrutinizing your clothes or your friends and obsessing over whether you're having sex or taking drugs or getting good enough grades, but no one cares who you really are or how you really feel about anything. |
Дональд Брейк з Вошингтон таймс і пастор Енді Ленгфорд стверджують, що в історії є християнські теми, такі як самопожертва, яку можна побачити в сцені, де Катніс йде добровольцем замість своєю молодшою сестрою, аналогічно жертві Ісуса як замінника спокути гріхів. Дональд Брейк та Емі Сімпсон, виявили, що історія також обертається навколо теми надії, прикладом якої є «непідкупна доброта сестри Катніс, Примроуз». Сімпсон також вказує на події, схожі на Страсті Христові; в Іграх «фігура Христа» Піти Мелларка була поранена ножем після того, а потім була похована в землі та поміщена в печеру на три дні, перш ніж почалося нове життя. Крім того, вона виявляє, що християнський образ Хліба Життя використовується в «Голодних іграх»; за сюжетом Піта дає Катніс буханець хліба, рятуючи дівчину та її родину від голодної смерті.

## Оцінка критиків
Знаменитий фантаст Стівен Кінг так відгукнувся про роман Сюзанни Коллінз: «…Карколомний роман „Голодні ігри“ збурює, приголомшує, тримає в напрузі… Я просто не міг відірватися».
Авторка всесвітньо відомої «Сутінкової саги» Стефені Маєр написала про «Голодні ігри»: «Книжка так поглинула мене, що я не втрималася й продовжувала читати її за обідом, ховаючи під столом. Кілька ночей поспіль я жила цією історією, адже навіть закінчивши читати, ночами я без сну лежала в ліжку й прокручувала її в голові… Роман „Голодні ігри“ просто неймовірний».

## Фільм
Права на знімання фільму за романом «Голодні ігри» купила компанія «Lionsgate». Чорновий сценарій до фільму написала сама Сюзанна Коллінз, після чого його доопрацьовував сценарист і режисер Вільям (Біллі) Рей. Наприкінці 2010 року було оголошено про призначення режисера картини — ним став Гері Росс, відомий своїми фільмами «Плезантвіль» («Pleasantville», 1998) і «Фаворит» («Seabiscuit», 2003). Бюджет стрічки «Голодні ігри» складе 60 мільйонів доларів. Передбачається, що світова прем'єра фільму відбудеться 23 березня 2012 року. На роль Катніс Евердін затверджена американська актриса Дженніфер Лоуренс (англ. Jennifer Lawrence), найбільше відома за фільмом «Зимова кістка». Роль Піти Мелларка зіграє Джошуа Гатчерсон (англ. Josh Hutcherson), а на роль Гейла Готорна — австралієць Ліам Хемсворт (англ. Liam Hemsworth).

## Серія книг
- Голодні ігри (англ. The Hunger Games), 2008
- У вогні (англ. Catching Fire), 2009
- Переспівниця (англ. Mockingjay), 2010
- Балада про співочих птахів та змій (англ. The Ballad of Songbirds and Snakes), 2020 — приквел